# Episodi di How to Make It in America (seconda stagione)
La seconda e ultima stagione della serie televisiva How to Make It in America, composta da 8 episodi, è stata trasmessa in prima visione sul canale statunitense HBO dal 2 ottobre al 20 novembre 2011.
In Italia, la stagione è stata resa disponibile il 23 aprile 2021 su Sky Box Sets e in streaming su Now.
| nº | Titolo originale             | Prima TV USA     | Pubblicazione Italia |
| -- | ---------------------------- | ---------------- | -------------------- |
| 1  | I'm Good                     | 2 ottobre 2011   | 23 aprile 2021       |
| 2  | In or Out                    | 9 ottobre 2011   | 23 aprile 2021       |
| 3  | Money, Power, Private School | 16 ottobre 2011  | 23 aprile 2021       |
| 4  | It's Not Even Like That      | 23 ottobre 2011  | 23 aprile 2021       |
| 5  | Mofongo                      | 30 ottobre 2011  | 23 aprile 2021       |
| 6  | I'm Sorry, Who's Yosi?       | 6 novembre 2011  | 23 aprile 2021       |
| 7  | The Friction                 | 13 novembre 2011 | 23 aprile 2021       |
| 8  | What's in a Name?            | 20 novembre 2011 | 23 aprile 2021       |